# Fougasse

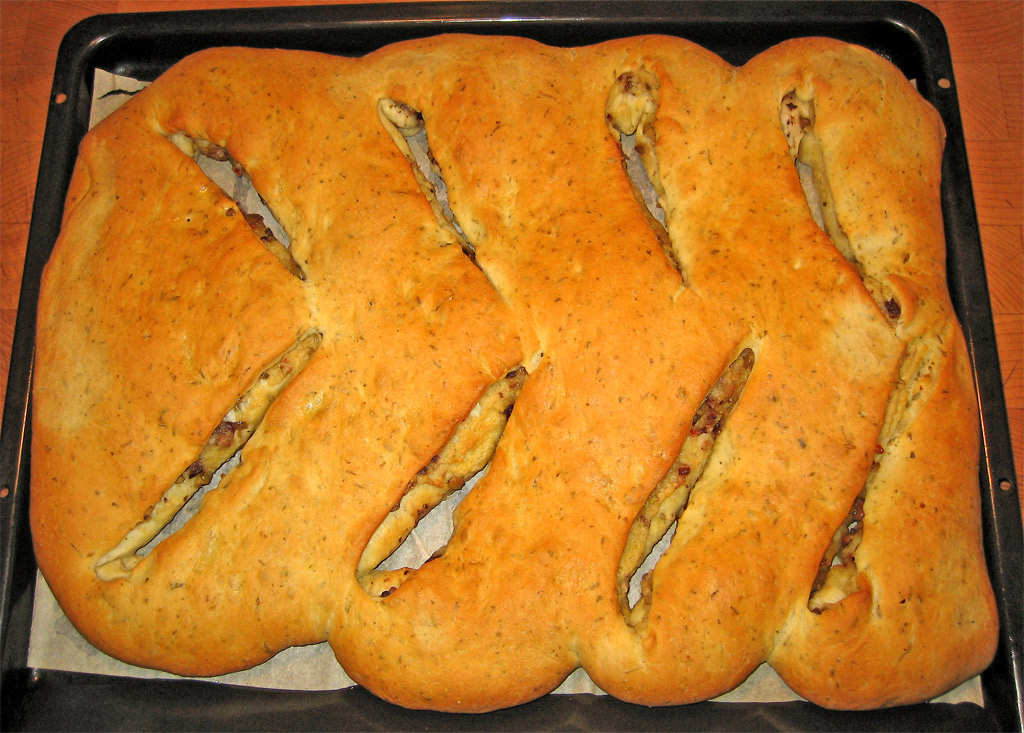
Fougasse mit branches

Die Fougasse (auch fougace geschrieben) ist ein provenzalisches Brot mit weicher Kruste. Es besteht aus weichem Hefeteig und wird aus Weizenmehl, Backhefe und Olivenöl hergestellt. Es gibt unterschiedliche Varianten, leicht gesüßt, oder mit Zwiebeln, Oliven, Sardellen oder Speck (lardons). Im Gebiet der Alpes du Sud und in Aigues-Mortes (Gard) wird traditionell auch gezuckerte Fougasse hergestellt. Sie ist somit die französische Entsprechung zur italienischen Focaccia.

## Varianten

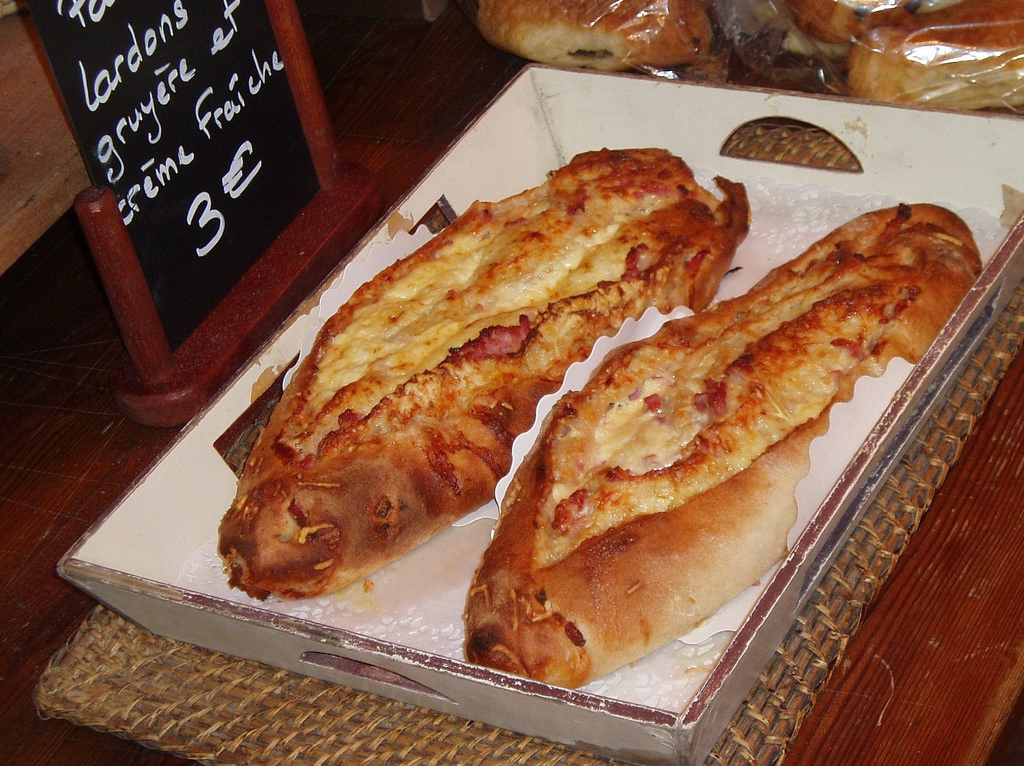
Fougasse de Foix

Die Fougasse wird meist in flachen Backformen hergestellt und eingeschnitten, so dass sich mehrere „Zweige“ (branches) bilden.
Ursprünglich handelte es sich um eine „Backprobe“ der Bäcker, die damit die richtige Temperatur ihrer Backöfen kontrollierten, bevor sie das eigentliche Brot buken. Damit wurde sie auch zur Morgenspeise (casse-croûte matinal) der Bäckereiangestellten.
Es gibt viele Varianten. Neben den schon genannten ist noch die Variante von Grasse (fougasse à la fleur d’oranger) zu erwähnen, die mit Orangenblüten zubereitet wird.
Die Fougasse (al fogass) ist auch in Algerien verbreitet, im Gebiet des Constantinois, vor allem in den Städten Annaba und Guelma, wo sie von fliegenden Händlern verkauft wird. Dort wird sie mit Schakschuka serviert und mit Ras el-Hanout gewürzt.

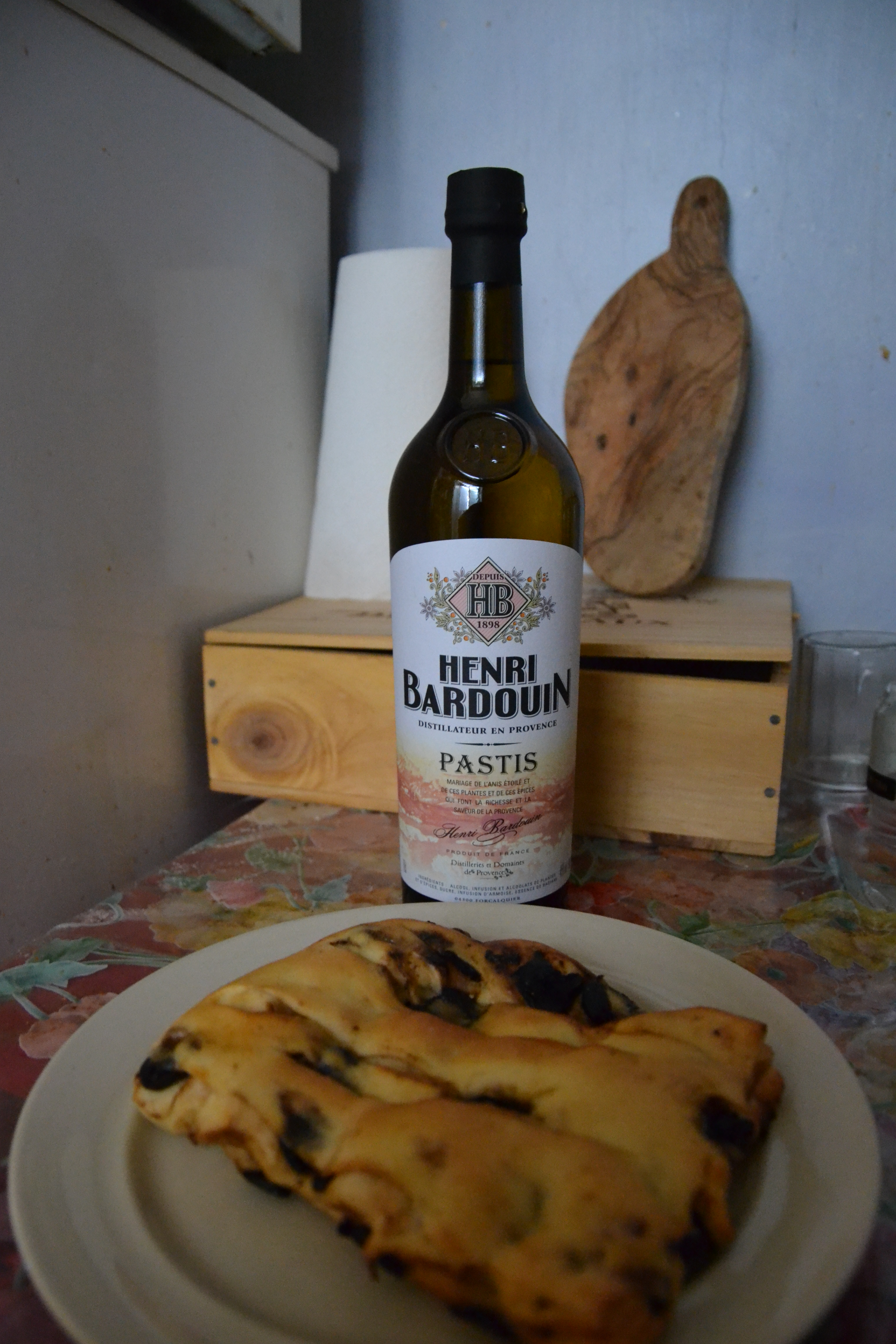
Fougasse mit schwarzen Oliven
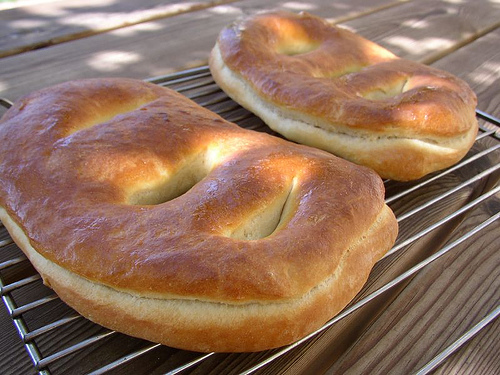
Fougasse à la fleur d’oranger
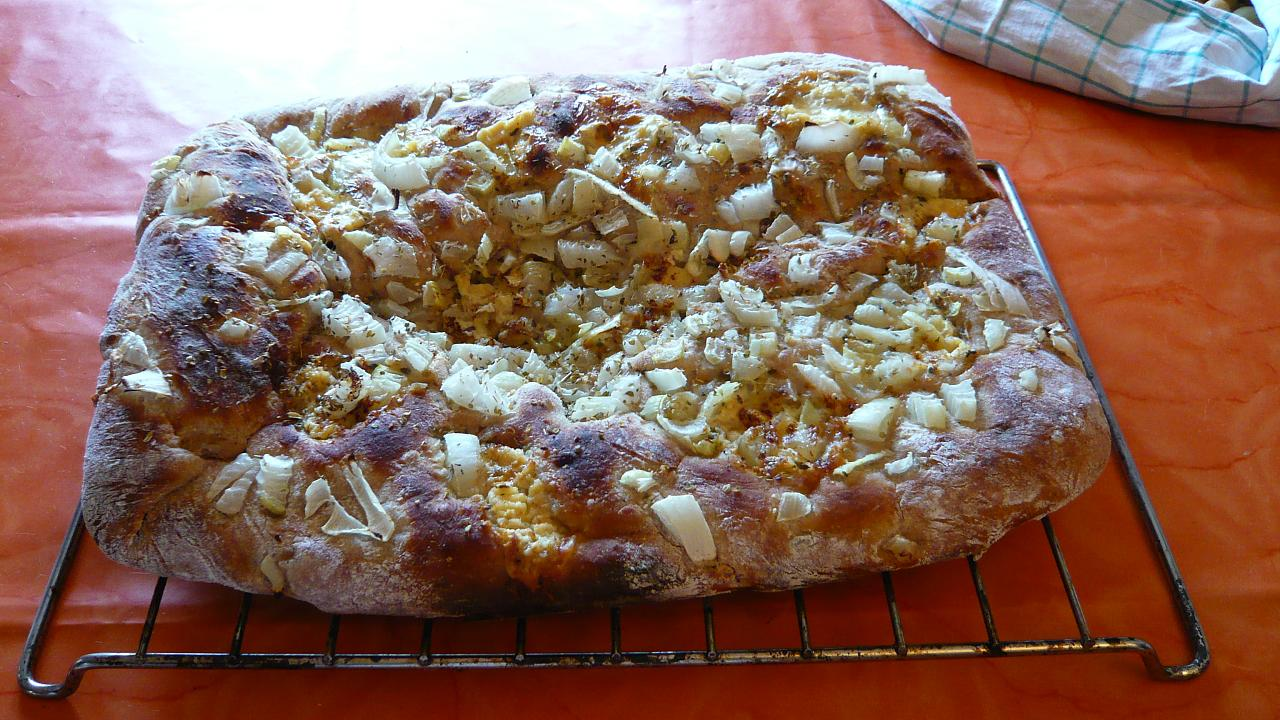
Fougasse mit Zwiebeln
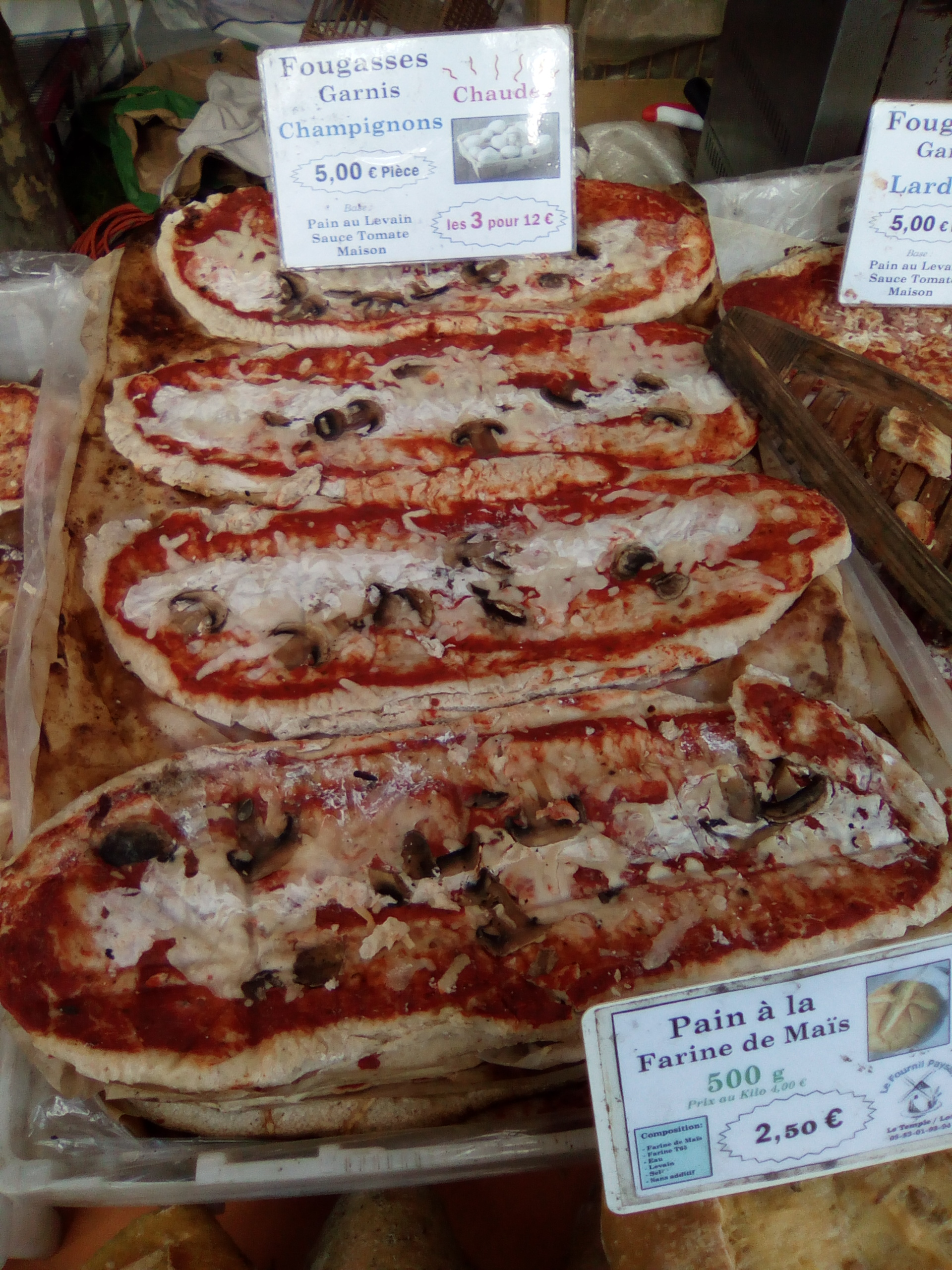
Fougasses nach Pizza-Art

## Etymologie
Der Begriff „Fougasse“ stammt von altokzitanisch fogatza und dieses wiederum von lateinisch *focācia. Zugrunde liegt focācium (n. sg.) „in der Herdasche Gebackenes“, eine Ableitung zu focus „Herd; Feuer“. Dieses Brot steht im sachgeschichtlichen Gegensatz zum panis furnācius, dem „im Ofen gebackenen Brot“.
Das mittelalterliche fogatza entwickelte sich zum heutigen fogaça (nach der Norme classique de l’Occitan) beziehungsweise zu fougasso (nach der Norme mistralienne) im Languedokischen und Provenzalischen; daneben begegnen die Varianten hogaça, hougasse im Gaskon-Béarnais und foaça, fouasso im Nordokzitanischen.
Ein süßer Kuchen, der im aveyronnaisischen Rouergue und im Département Aveyron hergestellt wird, trägt im lokalen occitanischen (Rouergat) den Namen fouace oder fouasse.
Focācium ist auch der Ursprung des ostfranzösischen fouasse, fouace, fouée, des  katalanischen fogassa, des spanischen hogaza und des italienischen focaccia. Im Althochdeutschen wurde das Wort zu fochenza, und als alemannisches und bairisches Dialektwort lebt es teilweise bis in die Gegenwart fort. Über das Mittelhochdeutsche ist focācium in das Polnische (bochen, bochenek), Tschechische (bochník), Belarussische und Ukrainische (bóchon) sowie Russische (bóchanec, buchanec) gelangt, wo es überall den „Brotlaib“ benennt. Über das Griechische fogatza, pogatsa (seinerseits aus dem Italienischen entlehnt) wurde es in die südslawischen Sprachen übernommen, wo es pogača lautet, aber auch erneut ins Tschechische und Russische (pogátsch) und überdies ins Ungarische (pogácsa), Österreichische (Pogatschen) und Türkische (poğaça).